# Hermann Hellriegel

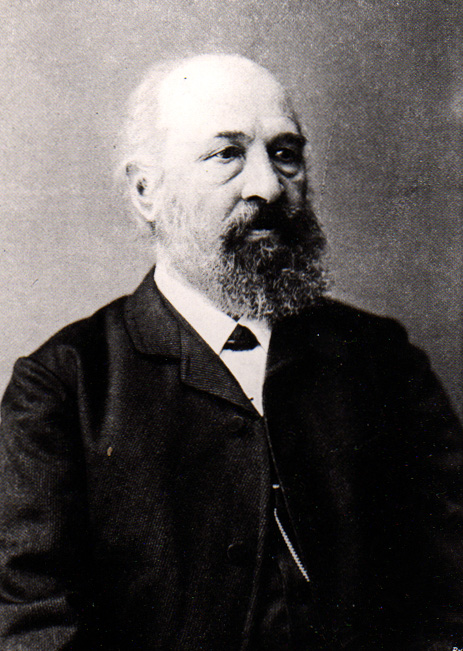
Hermann Hellriegel.

Hermann Hellriegel, född 21 oktober 1831 i Mausitz vid Pegau, Sachsen, död 24 september 1895 i Bernburg, Anhalt, var en tysk lantbrukskemist.
Hellriegel var direktör för försöksstationen i Bernburg. Han utförde omfattande undersökningar över växters näring, särskilt över vissa växters förmåga att uppta luftens fria kväve genom bakteriers närvaro.